# La Naissance d'Osiris
La Naissance d'Osiris, ou la Fête Pamilie est un acte de ballet composé par Jean-Philippe Rameau sur un livret de Louis de Cahusac. Cette œuvre a été écrite pour célébrer la naissance du duc de Berry, petit-fils de Louis XV et futur roi Louis XVI, et créée à Fontainebleau le 12 octobre 1754. Elle ne fut ensuite jamais reprise.
Le livret ne comporte pas vraiment d'action : c'est la mise en scène et en musique de l'annonce aux bergers égyptiens, par Jupiter (sic) lui-même de la naissance du dieu Osiris, symbolisant le prince nouveau-né. Ce fantaisiste syncrétisme gréco-égyptien se retrouve dans d'autres œuvres de l'époque baroque, voir par exemple l'Isis de Lully. 
Les musiques de plusieurs pièces furent réutilisées dans Zoroastre, Anacréon, Les Paladins et Les Boréades.   
On ne peut s'empêcher d'associer par la pensée les destins tragiques d'Osiris et de Louis XVI, comme le remarque d'ailleurs Hugo Reyne dans le livret d'accompagnement de son enregistrement avec la Simphonie du Marais (page 6) ...

## Discographie
- La Naissance d'Osiris par La Simphonie du Marais, Hugo Reyne (Musiques à la Chabotterie, 2006)

## Sources
- Philippe Beaussant (dir.), Rameau de A à Z, Paris, Fayard, mai 1983, 397 p. (ISBN 2-213-01277-6)
- (en) Cuthbert Girdlestone, Jean-Philippe Rameau : His life and work, New York, Dover Publications, coll. « Dover books on music, music history », 1969, 2e éd. (1re éd. 1957), 631 p. (ISBN 0-486-26200-6, lire en ligne)